# Pasarejo
Pasarejo is een bestuurslaag in het regentschap Bondowoso van de provincie Oost-Java, Indonesië. Pasarejo telt 2570 inwoners (volkstelling 2010).